# Penzliner See
Der Penzliner See liegt nördlich von Lübz auf dem Gemeindegebiet Gallin-Kuppentin im Landkreis Ludwigslust-Parchim in Mecklenburg-Vorpommern und hat eine ovale Form. Der namensgebende Ort Penzlin liegt am Westufer des Sees. Das Ostufer des Sees grenzt an die Gemeindegebiete Barkhagen und Neu Poserin. Am Nordufer befindet sich die fast zehn Meter über den Seespiegel erhebende Anhöhe „Seeberg“ (65,5 m ü. NHN). Der See ist über zehn Meter tief. Der See ist etwa 1100 Meter lang und etwa 500 Meter breit.
Südlich des Sees verläuft die Bahnstrecke Parchim–Neubrandenburg.

## Nachweise
1. ↑  Karten und Luftbilder des Geoportals MV